# District de Yên Châu
Le district de Yên Châu est un district (huyện) agricole de la province de Sơn La dans la région du Nord-ouest du Viêt Nam. En 2003, le district avait une population de 62 883 habitants. Le district couvre une superficie de 844 km2. Le chef-lieu du district est la ville éponyme de Yên Châu.

## Géographie

### Localisation
Le district est situé au sud-est de la province de Sơn La et est bordé au nord par le district de  Bắc Yên, à l'ouest par le district de Mai Sơn, à l'est par le district de Mộc Châu à l'est et par le Laos au sud (avec lequel il partage 47 km de frontière).
Il se situe à 64 km de la ville de Sơn La, capitale de la province du même nom, et à 240 km de Hanoï.

### Géographie physique
Le district a une superficie de 857,75 km². Le district a une topographie complexe entrecoupée de hautes montagnes karstiques. Il se subdivise en deux zones distinctes :
- le bassin, que traverse l'autoroute nationale 6, qui se compose de 9 villes et dont l'altitude moyenne est de 400 mètres ;
- et la zone frontière d'altitude qui se compose de 6 communes et dont l'altitude moyenne se situe entre 900 et 1 000 mètres.

### Géographie administrative
Le district de Yên Châu comprend la ville de Yên Châu, son chef-lieu, et 14 communes de Chiềng Đông, Chiềng Hặc, Chiềng Khoi, Chiềng On, Chiềng Pằn, Chiềng Sàng, Chiềng Tương, Lóng Phiêng, Mường Lựm, Phiêng Khoài, Sặp Vạt, Tú Nang, Viêng Lán et Yên Sơn.
Sur ces 15 villes, 8 bénéficient du programme 135. En 2006, 6 de ces 8 communes étaient reconnues comme souffrant d'extrême pauvreté.
Le district compte 177 villages.

### Climat
Yên Châu a un climat tropical de mousson, des pluies chaudes et humides. En raison des facteurs géographiques, de la topographie et de l'altitude, le district est divisé en deux zones climatiques différentes :
- le bassin bénéficie d'un climat chaud et sec, influencé par la mousson venant du sud-ouest. Il y fait chaud. Le nombre de jours ensoleillés permet le développement des cultures vivrières, des cultures industrielles annuelles et des arbres fruitiers tropicaux.
- les hautes terres frontalières qui jouissent d'un climat subtropical frais à forte humidité adapté aux plantes subtropicales et à l'élevage du bétail.

Le climat est divisé en deux saisons distinctes : la saison des pluies de mai à octobre et la saison sèche de novembre à avril. La saison sèche voit les jours raccourcir et le froid entraîne souvent l'apparition de givre dans les hautes terres.

## Histoire
Yên Châu correspond à l'ancien territoire Ngư Hống, sous la dynastie Lý, connue sous le nom de Mang Việt. Les Ngư Hống sont un groupe ethnique thaï-lao présent dès l'année 1067 dans le Đại Việt de Lý Thánh Tông. À la fin de la dynastie Trần, Trần Minh Tông s'est rendu à Ngu Hong et s'y est installé. Alors empereur, Minh Tong confia la terre à la ville de Thái Bình. De la fin de la dynastie Lê jusqu'à la dynastie Nguyễn, le district de Yên Châu s'appelait Việt Châu. Lors de la troisième année de règne de Minh Mạng (1823), le district pris le nom de An Châu (ou Yên Châu).
Jusqu'en 1975, le district comptait 13 communes : Chiềng Đông, Chiềng Hặc, Chiềng Khoi, Chiềng On, Chiềng Pằn, Chiềng Sại, Chiềng Sàng, Mường Lựm, Phiêng Côn, Phiêng Khoài, Sặp Vạt, Tạ Khoa, Viêng Lán. Cependant, le 16 janvier 1979, Tạ Khoa a été divisée en deux communes appelées Mường Khoa et Tạ Khoa.
Le 13 mars 1979, les communes de Tú Nang, Lóng Phiêng et Chiềng Tương ont été fusionnées dans le district de Mộc Châu ; et Tạ Khoa, Mường Khoa, Chiềng Sàng et Phiêng Côn, communes du district de Yên Châu, furent fusionnées dans le district de Bắc Yên.
Le 29 février 1988, les coopératives 1-5, les coopératives 2-9, les coopératives de Yen Phong et les zones résidentielles de la commune de Viêng Lán ont été utilisées pour créer la ville de Yên Châu.
Le 16 mai 1998, Yên Sơn a été créée à partir de 4 596,2 ha d'aire naturelle et de 3 038 habitants venant de Chiềng On.

## Population et société

### Démographie
Les principaux groupes ethniques sont : Kinh, Thaï, Hmong, Xinh Mun et Khmu. Ils représentent 70 % de la population.
| 2003   | 2004   | 2009   | - | - | - | - | - | - |
| ------ | ------ | ------ | - | - | - | - | - | - |
| 62 883 | 57 000 | 68 753 | - | - | - | - | - | - |

### Transports
Le district de Yên Châu est situé sur la route nationale 6 à environ 64 km au sud-est de la ville de Sơn La.

## Économie
Yen Chau est un district montagneux à la bordure de la province de Sơn La. Il s'agit pourtant d'une région dynamique, tampon entre les deux zones industrielles de la province : les districts de Mai Sơn et Mộc Châu.
Parmi les produits de la région se trouve la mangue, la prune et les pêches, d'avril à juin. En été, de juillet à août sont cultivées les longanes et en août les anones. Les mangues vertes de ce district, de petite taille, sont appréciées au Viêt Nam du fait de leur légère aigreur

## Culture et patrimoine

### Décorations
Yên Châu et 2 communes, Tú Nang, Chiềng Hặc ont reçu le titre de « Héros des forces armées » (en vietnamien « Anh hùng lực lượng vũ trang ») pour leurs accomplissements dans les guerres d'Indochine et du Viêt Nam.
Les coopératives de Kim Chung et Phiêng Khoài ont reçu le titre de « Héros du travail » (en vietnamien « Anh hùng lao động ») et une personne a été récompensée par le titre de « Héro du travail de la période du Renouveau » (en vietnamien « Anh hùng lao động trong thời kỳ đổi mới ».

## Sources
- (vi) Cet article est partiellement ou en totalité issu de l’article de Wikipédia en vietnamien intitulé « Yên Châu » (voir la liste des auteurs).